# Zbigniew Misiaszek
Zbigniew Misiaszek (ur. 2 października 1933 w Marles-les-Mines, zm. 12 października 2020) – francuski piłkarz polskiego pochodzenia, w latach 50. XX wieku grający w klubach francuskiej Ligue 1 i Ligue 2.
Zmarł 12 października 2020.